# Park Ventures Ecoplex
Le Park Ventures Ecoplex est un gratte-ciel de 142 mètres de hauteur construit à Bangkok en Thaïlande de 2009 à 2011 dans le khet ("quartier") de Pathum Wan.
La surface de plancher de l'immeuble est de 25 615 m² sur 33 étages.
Du 2e au 7e étage se trouve un garage.
Du 8e au 22e étage se trouvent des bureaux.
Du 23e au 33e étage se trouve un hôtel de la chaine Okura, l'Okura Prestige.

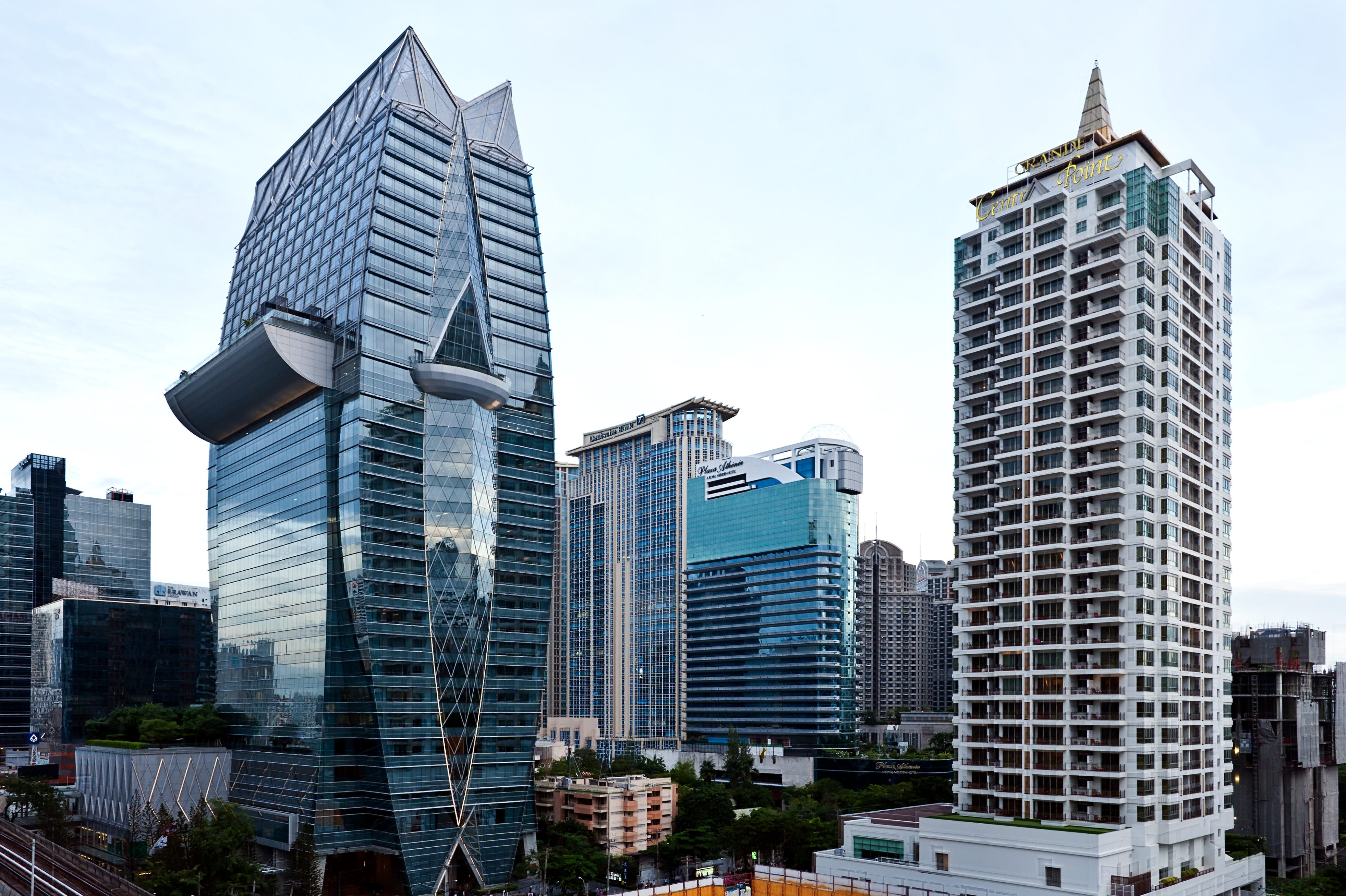

L'architecte est l'agence d'architecture chinoise P & T Architects & Engineers